# جشمة أدينة (بيرتاج)
جشمة أدینة (بالفارسية: چشمه آدینه) هي قرية تقع في إيران في قسم بیرتاج الريفي. يقدر عدد سكانها بـ 424 نسمة .